# Völkerschlachtdenkmal (Libehna)

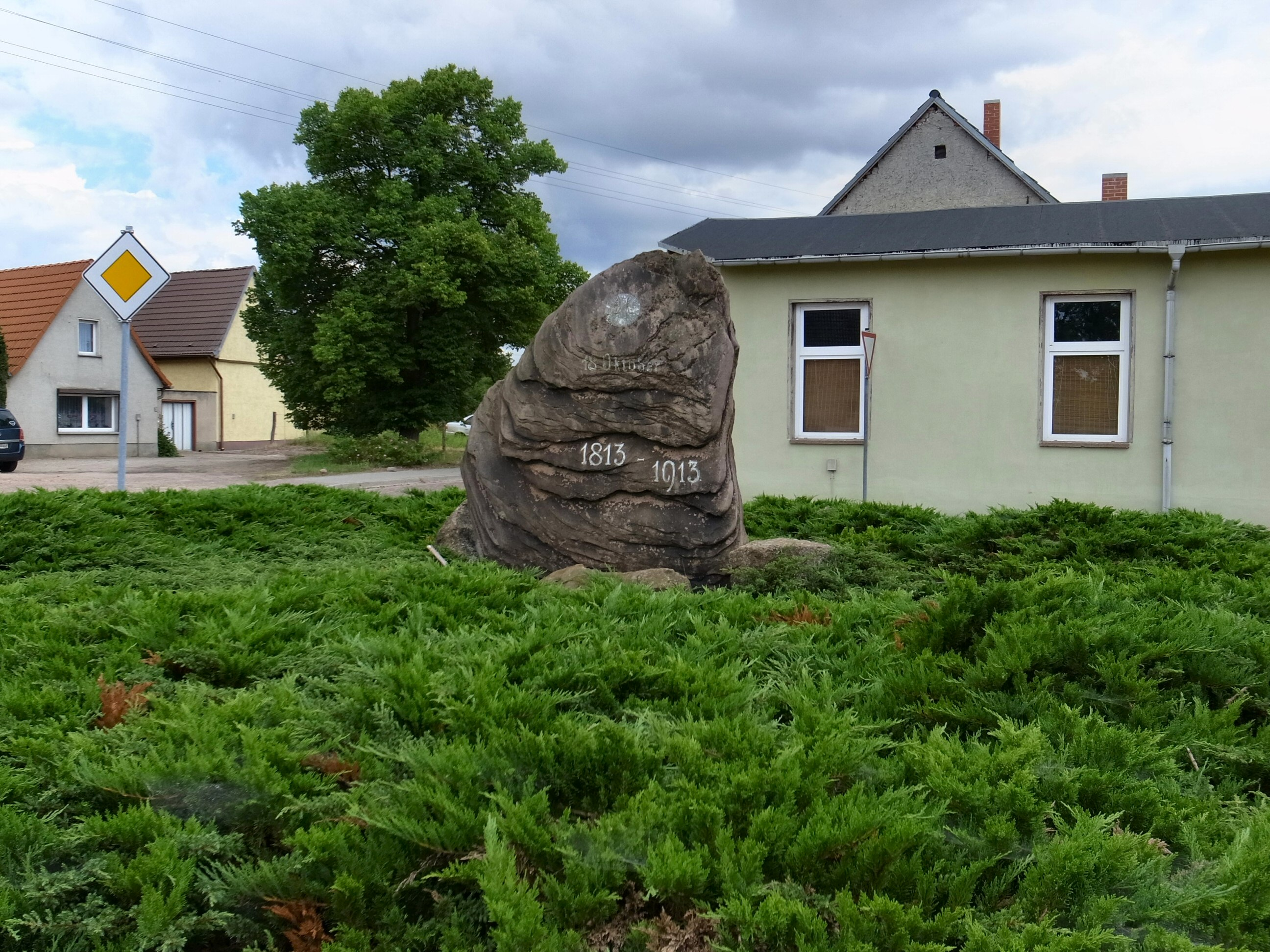
Ansicht von Westen

Das Völkerschlachtdenkmal von Libehna ist ein Gedenkstein in der Stadt Südliches Anhalt im Landkreis Anhalt-Bitterfeld in Sachsen-Anhalt. Das Kleindenkmal steht unter Denkmalschutz und ist im Denkmalverzeichnis mit der Erfassungsnummer 094 70621 als Baudenkmal eingetragen.

## Lage und Gestalt
Auf einem kleinen Platz, den die Mühlenstraße und die Köthener Straße im Osten von Libehna bilden, befindet sich das Denkmal für den 100. Jahrestag der Völkerschlacht bei Leipzig. Wie die meisten Gedenksteine dieser Art nennt das Kleindenkmal keine Namen, sondern nur das Datum der Schlacht selbst (18. Oktober 1813 – 1913). Darüber befindet sich ein Kreuz in einem Kreis, vermutlich ein Eisernes Kreuz darstellend. Umgeben ist der senkrecht stehende Stein von kleineren Steinen. Aufgrund der Schlichtheit werden diese Gedenksteine teils als Denkmale in Frage gestellt. Da sie keine Gefallenen nennen, zählen sie zum Grenzbereich der Kriegerdenkmäler.